# Europsko prvenstvo u nogometu za žene – Njemačka 2001.

}}
Europsko prvenstvo u nogometu za žene 2001. održano je od 23. lipnja 2001. do 7. srpnja 2001. u Njemačkoj, a naslov europskih prvakinja osvojila je reprezentacija Njemačke. 

## Domaćin
Domaćin Europskog prvenstva za žene je bila Njemačka. U njemačkoj pokrajini Baden-Württemberg, gradovi domaćini su bili Reutlingen, Ulm i Aalen, dok se u Tiringiji (njem. Thüringen) igralo na stadionima u Erfurtu i Jeni.

## Sudionice
Izravno i u razigravanju se plasiralo osam pobjednica.
| Prvoplasirani u skupini - Njemačka - Francuska - Norveška - Rusija | Pobjednici razigravanja - Danska - Engleska - Italia - Švedska |

## Skupine

### Skupina A
| RBR | Država   | Uta | Pob | Ner | Por | Gol  | Raz | Bod |
| --- | -------- | --- | --- | --- | --- | ---- | --- | --- |
| 1   | Njemačka | 3   | 3   | 0   | 0   | 11:1 | +10 | 9   |
| 2   | Švedska  | 3   | 2   | 0   | 1   | 06:3 | +03 | 6   |
| 3   | Rusija   | 3   | 0   | 1   | 2   | 01:7 | −06 | 1   |
| 4   | Engleska | 3   | 0   | 1   | 2   | 01:8 | –07 | 1   |

| 23. lipnja 2001. Erfurtu   |   |          |           |
| Njemačka                   | – | Švedska  | 3:1 (1:1) |
| 24. lipnja 2001. u Jeni    |   |          |           |
| Rusija                     | – | Engleska | 1:1 (0:1) |
| 27. lipnja 2001. u Erfurtu |   |          |           |
| Njemačka                   | – | Rusija   | 5:0 (1:0) |
| 27. lipnja 2001. u Jeni    |   |          |           |
| Švedska                    | – | Engleska | 4:0 (2:0) |
| 30. lipnja 2001. u Jeni    |   |          |           |
| Engleska                   | – | Njemačka | 0:3 (0:0) |
| 30. lipnja 2001. u Erfurtu |   |          |           |
| Švedska                    | – | Rusija   | 1:0 (0:0) |

### Skupina B
| RBR | Država    | Uta | Pob | Ner | Por | Gol | Raz | Bod |
| --- | --------- | --- | --- | --- | --- | --- | --- | --- |
| 1   | Danska    | 3   | 2   | 0   | 1   | 6:5 | +1  | 6   |
| 2   | Norveška  | 3   | 1   | 1   | 1   | 4:2 | +2  | 4   |
| 3   | Italija   | 3   | 1   | 1   | 1   | 3:4 | −1  | 4   |
| 4   | Francuska | 3   | 1   | 0   | 2   | 5:7 | –2  | 3   |

| 25. lipnja 2001. u Aalenu      |   |           |           |
| Italija                        | – | Danska    | 2:1 (1:0) |
| 25. lipnja 2001. u Ulmu        |   |           |           |
| Norveška                       | – | Francuska | 3:0 (3:0) |
| 28. lipnja 2001. u Reutlingenu |   |           |           |
| Francuska                      | – | Danska    | 3:4 (2:2) |
| 28. lipnja 2001. u Reutlingenu |   |           |           |
| Norveška                       | – | Italija   | 1:1 (1:1) |
| 1. srpnja 2001. u Aalenu       |   |           |           |
| Danska                         | – | Norveška  | 1:0 (0:0) |
| 1. srpnja 2001. u Ulmu         |   |           |           |
| Francuska                      | – | Italija   | 2:0 (1:0) |

### Polufinale
| 4. srpnja 2001. u Ulmu |   |          |           |
| Njemačka               | – | Norveška | 1:0 (0:0) |
| 4. srpnja 2001. u Ulmu |   |          |           |
| Danska                 | – | Švedska  | 0:1 (0:1) |

### Finale
| 7. srpnja 2001. u Ulmu |   |         |     |
| Njemačka               | – | Švedska | 1:0 |

## Vanjske poveznice
- Europsko prvenstvo u nogometu za žene na uefa.com  Arhivirana inačica izvorne stranice od 31. siječnja 2010. (Wayback Machine)
- Rezultati na RSSSF.com*
- Službena stranica Europske nogometne organizacije (UEFA)